# Premier-liha
Ukraińska Premier-liha (ukr. Прем'єр-ліга) – najwyższa w hierarchii klasa męskich ligowych rozgrywek piłkarskich na Ukrainie, będąca jednocześnie najwyższym szczeblem centralnym (I poziom ligowy), utworzona w 1992 roku i zarządzana przez Ukraińską Piłkarską Premier-lihę (UFPL), a wcześniej Ukraiński Związek Piłki Nożnej (FFU). Zmagania w jej ramach toczą się cyklicznie (co sezon) i przeznaczone są dla 16 najlepszych krajowych klubów piłkarskich. Jej triumfator zostaje Mistrzem Ukrainy, zaś najsłabsze drużyny są relegowane do Perszej lihi (II ligi ukraińskiej).

## Historia
Po uzyskaniu niepodległości w 1991 roku Ukraina zaczęła organizować własne rozgrywki piłkarskie (wcześniej zespoły ukraińskie występowały w mistrzostwach ZSRR). Pierwszy niepełny sezon ukraińskiej ekstraklasy rozegrano wiosną 1992 roku, kiedy to 20 zespołów podzielono na dwie grupy, w których walczono systemem dwurundowym. Zwycięzcy obydwu grup spotkali się w meczu finałowym o pierwsze, po odzyskaniu niepodległości, mistrzostwo Ukrainy. Dość niespodziewanie wygrał zwycięzca grupy A Tawrija Symferopol, która pokonała utytułowane Dynamo Kijów 1:0. W meczu o 3. miejsce Dnipro Dniepropetrowsk wygrał z Szachtarem Donieck 3:2. Od sezonu 1992/93 liga gra systemem jesień – wiosna, od sezonu 1996/97 w lidze dominują dwa zespoły Dynamo Kijów i Szachtar Donieck, które na przemian zdobywają mistrzostwo i wicemistrzostwo kraju. Do 2008 roku liga nazywała się Wyższa Liga (ukr. Вища ліга). W 2009 została założona Ukraińska Premier-liha. 6 lipca 2009 roku Premier-liha została zlikwidowana. Zdecydował o tym sąd administracyjny w Kijowie. Powodem była niezgodność organizacyjno-prawna rozgrywek z ukraińskim prawem.
Rozwiązaniem problemu było „przerejestrowanie” rozgrywek już według norm ukraińskiego prawa.
Od sezonu 2014/2015 liga liczyła 14 zespołów. Od sezonu 2016/17 liczyła 12 zespołów. W sezonie 2020/2021 liga wróciła do 14 zespołów, a w 2021/2022 do 16 uczestników.
Sezon 2021/2022 został zakończony na nadzwyczajnym walnym zgromadzeniu Premier-lihi 26 kwietnia 2022 z powodu rosyjskiej inwazji na Ukrainę. Liga zdecydowała, że nie przyzna tytułu mistrzowskiego, ponieważ sezon zakończył się przedwcześnie, ale ligowa pozycja klubu zostanie wykorzystana do określenia kwalifikacji do europejskich pucharów.

## System rozgrywek
Obecny format ligi zakładający brak podziału na grupy obowiązuje od sezonu 1992/93.
Rozgrywki składają się z 26 kolejek spotkań rozgrywanych pomiędzy drużynami systemem kołowym. Każda para drużyn rozgrywa ze sobą dwa mecze – jeden w roli gospodarza, drugi jako goście. Po dwóch rundach rozgrywek zespoły z miejsc 1-6 przystąpiły do walki w trzeciej rundzie o mistrzostwo i europejskie puchary. Zespoły z miejsc 7-12 walczyły w trzeciej rundzie o utrzymanie. Pierwsza szóstka rozgrywa ze sobą mecze – u siebie oraz na wyjeździe. Dolna szóstka również rozgrywa ze sobą mecze – u siebie oraz na wyjeździe. Od sezonu 2020/2021 w lidze występuje 16 zespołów. W przeszłości liczba ta wynosiła od 12 do 20. Drużyna zwycięska za wygrany mecz otrzymuje 3 punkty (do sezonu 1993/94 2 punkty), 1 za remis oraz 0 za porażkę.
Zajęcie pierwszego miejsca po ostatniej kolejce spotkań oznacza zdobycie tytułu Mistrzów Ukrainy w piłce nożnej. Mistrz Ukrainy zdobywa prawo gry w Lidze Mistrzów UEFA. Druga drużyna zdobywa prawo uczestniczenia w eliminacjach do Ligi Mistrzów. Trzecia oraz czwarta drużyna zdobywają możliwość gry w Lidze Europy UEFA. Również zwycięzca Pucharu Ukrainy startuje w fazie grupowej Lidze Europy lub, w przypadku, w którym zdobywca krajowego pucharu zajmie miejsce w pierwszej dwójce – możliwość gry w eliminacjach do Ligi Europy otrzymuje również piąta drużyna klasyfikacji końcowej. Zajęcie 2 ostatnich miejsc wiąże się ze spadkiem drużyn do Pierwszej ligi.
W przypadku zdobycia tej samej liczby punktów, klasyfikacja końcowa ustalana jest na podstawie wyniku dwumeczu pomiędzy drużynami, w następnej kolejności, w przypadku remisu – na podstawie różnicy bramek w pojedynku bezpośrednim, następnie na podstawie ogólnego bilansu bramkowego osiągniętego w sezonie, większej liczby bramek zdobytych oraz w ostateczności za pomocą losowania.

## Skład ligi w sezonie 2025/2026
| Uczestnicy poprzedniej edycji | Uczestnicy poprzedniej edycji | Uczestnicy poprzedniej edycji | Uczestnicy poprzedniej edycji |
| --- | ----------------------------- | ----------------------------- | ----------------------------- |
| DKV | Dynamo Kijów                  | Kijów                         | 1                             |
| OLE | FK Ołeksandrija               | Aleksandria                   | 2                             |
| SZA | Szachtar Donieck              | Donieck                       | 3                             |
| POL | Polissia Żytomierz            | Żytomierz                     | 4                             |
| KRY | Krywbas Krzywy Róg            | Krzywy Róg                    | 5                             |
| KAR | Karpaty Lwów                  | Lwów                          | 6                             |
| ZOR | Zoria Ługańsk                 | Ługańsk                       | 7                             |
| RUX | Ruch Lwów                     | Lwów                          | 8                             |
| WER | Weres                         | Równe                         | 9                             |
| KOL | Kołos Kowaliwka               | Kowaliwka                     | 10                            |
| OBO | Obołoń Kijów                  | Kijów                         | 11                            |
| ŁNZ | ŁNZ Czerkasy                  | Czerkasy                      | 12                            |
| Spadek z Premier-lihi 2024/25 |                               |                               |                               |
| WOR | Worskła Połtawa               | Połtawa                       | 13                            |
| LBK | Liwyj Bereh Kijów             | Kijów                         | 14                            |
| INH | Inhułeć Petrowe               | Petrowe                       | 15                            |
| CZO | Czornomoreć Odessa            | Odessa                        | 16                            |
| Awans z Perszej lihi 2024/25 |                               |                               |                               |
| EPI | Epicentr Kamieniec Podolski   | Kamieniec Podolski            | 1                             |
| POL | SK Połtawa                    | Połtawa                       | 2                             |
| po barażach |                               |                               |                               |
| M25 | Metalist 1925 Charków         | Charków                       | 3                             |
| KUD | FK Kudriwka                   | Kudriwka                      | 4                             |
| Oznaczenia: - kolumna pierwsza – skróty nazw drużyn, - kolumna trzecia – siedziba klubu, - kolumna czwarta – miejsce zajęte w poprzednim sezonie. |                               |                               |                               |

## Statystyka

### Tabela medalowa
Mistrzostwo Ukrainy zostało do tej pory zdobyte przez 3 różne drużyny.
Stan po zakończeniu sezonu 2024/2025.
| Lp. | Klub                   | Miejsca na podium | Miejsca na podium | Miejsca na podium | Zwycięskie sezony |    |   | |
| --- | ---------------------- | ----------------- | ----------------- | ----------------- | --- | -- | - | --- |
| Lp. | Klub                   | 1.                | Dynamo Kijów      | 17                | Zwycięskie sezony | 13 | 1 | 1992/93, 1993/94, 1994/95, 1995/96, 1996/97, 1997/98, 1998/99, 1999/00, 2000/01, 2002/03, 2003/04, 2006/07, 2008/09, 2014/15, 2015/16, 2020/21, 2024/25 |
| 2.  | Szachtar Donieck       | 15                | 13                | 1                 | 2001/02, 2004/05, 2005/06, 2007/08, 2009/10, 2010/11, 2011/12, 2012/13, 2013/14, 2016/17, 2017/18, 2018/19, 2019/20, 2022/23, 2023/24 |    |   | |
| 3.  | Tawrija Symferopol     | 1                 | 0                 | 0                 | 1992 |    |   | |
| 4.  | Dnipro Dniepropetrowsk | 0                 | 2                 | 7                 | |    |   | |
| 5.  | Czornomoreć Odessa     | 0                 | 2                 | 3                 | |    |   | |
| 6.  | Metalist Charków       | 0                 | 1                 | 6                 | |    |   | |
| 7.  | FK Ołeksandrija        | 0                 | 1                 | 1                 | |    |   | |
| 8.  | SK Dnipro-1            | 0                 | 1                 | 0                 | |    |   | |
| 9.  | Zoria Ługańsk          | 0                 | 0                 | 4                 | |    |   | |
| 10. | Metałurh Donieck       | 0                 | 0                 | 3                 | |    |   | |
| 10. | Krywbas Krzywy Róg     | 0                 | 0                 | 3                 | |    |   | |
| 12. | Worskła Połtawa        | 0                 | 0                 | 2                 | |    |   | |
| 13. | Karpaty Lwów           | 0                 | 0                 | 1                 | |    |   | |

### Piłkarze z największą liczbą zdobytych goli w Premier lidze
Stan na 10 maja 2021
| Poz. | Imię i nazwisko piłkarza | Liczba goli | Liczba gier | Bramkostrzelność |
| ---- | ------------------------ | ----------- | ----------- | ---------------- |
| 1    | / Maksim Shatskix        | 124         | 341         | 0,38             |
| 2    | Serhij Rebrow            | 123         | 261         | 0,47             |
| 3    | Jewhen Sełezniow         | 116         | 240         | 0,48             |
| 4    | Andrij Worobiej          | 105         | 315         | 0,33             |
| 5    | / Júnior Moraes          | 102         | 187         | 0,55             |
| 6    | Andrij Jarmołenko        | 99          | 207         | 0,43             |
| 7    | Ołeksandr Hajdasz        | 95          | 258         | 0,37             |
| 8    | Ołeksandr Hładky         | 93          | 317         | 0,29             |
| 9    | / Marko Dević            | 90          | 219         | 0,41             |
| 10   | Serhij Mizin             | 90          | 342         | 0,26             |

Dla piłkarzy, którzy strzelili w lidze ponad 100 bramek został założony Klub 100 (Klub Serhija Rebrowa). Liczbę ponad 100 jako pierwszy przekroczył Serhij Rebrow. Oprócz Klubu Serhija Rebrowa istnieje również Klub Tymerłana Husejnowa – dla piłkarzy, którzy strzelili minimum 100 goli w rozgrywkach Mistrzostw i Pucharu Ukrainy, europejskich Pucharów oraz oficjalnych i towarzyskich meczach narodowej reprezentacji.

### Piłkarze z największą liczbą występów w Premier lidze
Stan na 27 listopada 2016
| Poz. | Imię i nazwisko piłkarza | Liczba gier | Pozycja            |
| ---- | ------------------------ | ----------- | ------------------ |
| 1    | Ołeksandr Szowkowski     | 426         | bramkarz           |
| 2    | Ołeh Szełajew            | 412         | pomocnik           |
| 3    | Ołeksandr Czyżewski      | 401         | obrońca            |
| 4    | Ołeksandr Horiainow      | 391         | bramkarz           |
| 5    | Wiaczesław Czeczer       | 378         | obrońca            |
| 6    | Serhij Nazarenko         | 373         | pomocnik           |
| 7    | Serhij Szyszczenko       | 363         | napastnik/pomocnik |
| 8    | Rusłan Kostyszyn         | 359         | napastnik/pomocnik |
| 9    | Rusłan Rotań             | 357         | pomocnik           |
| 10   | Serhij Zakarluka         | 356         | pomocnik           |

Dla piłkarzy, którzy rozegrali w lidze ponad 300 gier został założony Klub 300 (Klub Ołeksandra Czyżewskiego). Liczbę ponad 300 jako pierwszy przekroczył Ołeksandr Czyżewski.

### Trenerzy z największą liczbą tytułów w Premier lidze
Stan na 16 maja 2016
| Poz. | Imię i nazwisko trenera | Klub(y)          |   |   |   |
| ---- | ----------------------- | ---------------- | - | - | - |
| 1    | Mircea Lucescu          | Szachtar         | 8 | 4 | – |
| 2    | Walery Łobanowski†      | Dynamo           | 5 | 1 | – |
| 3    | Jożef Sabo              | Dynamo           | 2 | 1 | – |
| 4    | Ołeksij Mychajłyczenko  | Dynamo           | 2 | – | – |
| 4    | Serhij Rebrow           | Dynamo           | 2 | – | – |
| 6    | Jurij Siomin            | Dynamo           | 1 | 3 | – |
| 7    | Mykoła Pawłow           | Dynamo(1) Dnipro | 1 | 1 | 1 |
| 8    | Anatolij Demjanenko     | Dynamo           | 1 | 1 | – |
| 9    | Anatolij Zajajew†       | Tawrija          | 1 | – | – |
| 9    | Mychajło Fomenko        | Dynamo           | 1 | – | – |
| 9    | Nevio Scala             | Szachtar         | 1 | – | – |

### Trenerzy z największą liczbą meczów w Premier lidze
Stan na 16 maja 2016
| Poz. | Imię i nazwisko trenera | Liczba gier |
| ---- | ----------------------- | ----------- |
| 1    | Myron Markewycz         | 620         |
| 2    | Mykoła Pawłow           | 546         |
| 3    | Mircea Lucescu          | 355         |
| 4    | Witalij Kwarciany       | 308         |
| 5    | Wałerij Jaremczenko     | 297         |
| 6    | Mychajło Fomenko        | 294         |
| 7    | Ołeh Taran              | 273         |
| 8    | Semen Altman            | 249         |
| 9    | Wjaczesław Hrozny       | 214         |
| 10   | Ołeksandr Iszczenko     | 204         |

### Arbitrzy z największą liczbą sędziowanych meczów w Premier lidze
Stan na 29 listopada 2016
| Poz. | Imię i nazwisko arbitra | Miasto              | Liczba gier |
| ---- | ----------------------- | ------------------- | ----------- |
| 1    | Serhij Szebek           | Kijów               | 226         |
| 2    | Witalij Hodulan         | Odessa              | 202         |
| 3    | Wasyl Melnyczuk         | Symferopol          | 190         |
| 4    | Ihor Iszczenko          | Chmielnicki / Kijów | 187         |
| 5    | Ihor Jarmenczuk         | Kijów               | 176         |
| 6    | Andrij Szandor          | Lwów                | 150         |
| 7    | Wałerij Onufer          | Użhorod             | 141         |
| 8    | Serhij Tatulan          | Kijów               | 137         |
| 9    | Serhij Dziuba           | Kijów               | 136         |
| 10   | Anatolij Żosan          | Chersoń             | 134         |
| 10   | Ihor Chiblin            | Chmielnicki         | 134         |

## Plebiscyt Premier-lihi
Plebiscyt Premier-lihi – coroczny plebiscyt organizowany od 2009 przez Ukraińską Piłkarską Premier-lihę oraz witrynę UA-Football. Początkowo plebiscyt przeprowadzano w pięciu kategoriach: Najlepszy Piłkarz, Najlepszy Strzelec, Najlepszy Trener, Najlepszy Arbiter i Drużyna Fair Play, w 2010 pojawiła się kategoria Najlepszy Bramkarz, w 2011 Najlepszy Młody Piłkarz.

### Najlepszy piłkarz
- 2008/09:  Darijo Srna (Szachtar Donieck)
- 2009/10:  Darijo Srna (Szachtar Donieck)
- 2010/11:  Willian (Szachtar Donieck)
- 2016/17:  Andrij Jarmołenko (Dynamo Kijów)
- 2017/18:  Marlos (Szachtar Donieck)

### Król strzelców
- 2008/09:  Ołeksandr Kowpak (Tawrija Symferopol)
- 2009/10:  Artem Miłewski (Dynamo Kijów)
- 2010/11:  Jewhen Sełezniow (Dnipro Dniepropetrowsk)
- 2011/12:  Maicon Pereira de Oliveira (Wołyń Łuck) /  Jewhen Sełezniow (Szachtar Donieck)
- 2012/13:  Henrich Mychitarian (Szachtar Donieck)
- 2013/14:  Luiz Adriano (Szachtar Donieck)
- 2014/15:  Alex Teixeira (Szachtar Donieck) /  Eric Bicfalvi (Wołyń Łuck)
- 2015/16:  Alex Teixeira (Szachtar Donieck)
- 2016/17:  Andrij Jarmołenko (Dynamo Kijów)
- 2017/18:  Facundo Ferreyra (Szachtar Donieck)
- 2018/19:  Júnior Moraes (Szachtar Donieck)
- 2019/20:  Júnior Moraes (Szachtar Donieck)

### Najlepszy trener
- 2005/06:  Mircea Lucescu (Szachtar Donieck)
- 2007/08:  Mircea Lucescu (Szachtar Donieck)
- 2008/09:  Mircea Lucescu (Szachtar Donieck)
- 2009/10:  Mircea Lucescu (Szachtar Donieck)
- 2010/11:  Mircea Lucescu (Szachtar Donieck)
- 2011/12:  Mircea Lucescu (Szachtar Donieck)
- 2012/13:  Mircea Lucescu (Szachtar Donieck)
- 2013/14:  Mircea Lucescu (Szachtar Donieck)
- 2016/17:  Paulo Fonseca (Szachtar Donieck)
- 2017/18:  Paulo Fonseca (Szachtar Donieck)

### Najlepszy arbiter
- 2008/09:  Andrij Szandor (Lwów)
- 2009/10:  Wiktor Szwecow (Odessa)
- 2010/11:  Wiktor Szwecow (Odessa)
- 2016/17:  Anatolij Abduła (Charków)

### Drużyna Fair Play
- 2008/09: Dynamo Kijów

### Najlepszy bramkarz
- 2009/10:  Andrij Piatow (Szachtar Donieck)
- 2010/11:  Ołeksandr Szowkowski (Dynamo Kijów)
- 2016/17:  Andrij Piatow (Szachtar Donieck)

### Najlepszy młody piłkarz
- 2010/11:  Jewhen Konoplanka (Dnipro Dniepropetrowsk)
- 2016/17:  Artem Dowbyk (Dnipro Dniepropetrowsk)

## Jubileuszowe bramki
- 1: 06.03.1992 –  Anatolij Muszczynka (Karpaty Lwów)
- 1 000: 14.08.1993 –  Ołeh Matwiejew (Szachtar Donieck)
- 2 000: 08.11.1994 –  Serhij Konowałow (Dnipro Dniepropetrowsk)
- 3 000: 06.05.1996 –  Wołodymyr Mozoluk (Wołyń Łuck)
- 4 000: 01.09.1997 –  Serhij Rebrow (Dynamo Kijów)
- 5 000: 17.06.1999 –  Andrij Hołowko (Worskła Połtawa)
- 6 000: 15.04.2001 –  Ołeksandr Hołowko (Dynamo Kijów)
- 7 000: 11.05.2003 –  Ołeksandr Rykun (Illicziweć Mariupol)
- 8 000: 06.03.2005 –  Maksim Shatskix (Dynamo Kijów)
- 9 000: 12.11.2006 –  Serhij Nazarenko (Dnipro Dniepropetrowsk)
- 10 000: 03.10.2008 –  Rusłan Rotań (Dnipro Dniepropetrowsk)
- 11 000: 09.07.2010 –  Andrij Szewczenko (Dynamo Kijów)
- 12 000: 11.12.2011 –  Luiz Adriano (Szachtar Donieck)[11].

## Frekwencja na stadionach
Początkowo nie była zbyt wysoka. W latach 1992–1998 wynosiła 5500-6000 widzów na mecz. Spowodowane to było przede wszystkim opustoszeniem trybun Dynama Kijów, na które w latach 80. chodziło przeciętnie 50–60 tys. widzów, a po 1992 r. ok. 4000-5000. Od 1998 r. liczba widzów powoli rośnie i od 7500 w sezonie 1998/1999 skoczyła do 9700 w sezonie 2002/2003. Obecnie średnia widzów w lidze ukraińskiej waha się pomiędzy 7500 a 9500 na mecz. Najwięcej fanów ogląda Szachtara Donieck – ok. 20 tys. i Karpaty Lwów. Dużo widzów odwiedza też stadiony Metalista Charków i Zorii Ługańsk. Mecze Dynama Kijów nadal ogląda mało, jak na tak wielki klub, widzów (ok. 7000-10 000), czego głównym powodem była do 2007 r. bardzo liczna obecność pododdziałów ukraińskiego MSW, które infiltrowało kibiców i często ich atakowało.

## Polacy w najwyższej lidze ukraińskiej
| Imię i nazwisko piłkarza | Lata gry w Premier Lidze | Kluby, w których grał                       | Uwagi                                  |
| ------------------------ | ------------------------ | ------------------------------------------- | -------------------------------------- |
| Mariusz Lewandowski      | 2001–2013                | Szachtar Donieck, PFK Sewastopol            | (reprezentant Polski)                  |
| Maciej Nalepa            | 2001–2009                | Karpaty Lwów, FK Charków                    | sezony 2003/04 i 2004/05 w 2 lidze     |
| Maciej Kowalczyk         | 2002–2006                | Arsenał Kijów                               |                                        |
| Wojciech Kowalewski      | 2002–2003                | Szachtar Donieck                            | (reprezentant Polski)                  |
| Radosław Cierzniak       | 2002 (jesień)            | Wołyń Łuck, Karpaty Lwów                    | w żadnym meczu nie wychodził na boisko |
| Seweryn Gancarczyk       | 2003–2009                | Arsenał Kijów, Wołyń Łuck, Metalist Charków | (reprezentant Polski)                  |
| Piotr Cetnarowicz        | 2003 (jesień)            | Krywbas Krzywy Róg                          |                                        |
| Marcin Nowak             | 2004–2005                | Wołyń Łuck                                  |                                        |
| Paweł Hajduczek          | 2008-2011                | Tawrija Symferopol, Metałurh Zaporoże       |                                        |
| Marcin Burkhardt         | 2009–2010                | Metalist Charków                            | (reprezentant Polski)                  |
| Piotr Klepczarek         | 2011                     | Tawrija Symferopol                          |                                        |
| Marcin Kowalczyk         | 2011                     | Metałurh Donieck                            | (reprezentant Polski)                  |
| Dawid Janczyk            | 2011                     | FK Ołeksandrija                             | (reprezentant Polski)                  |
| Wojciech Szymanek        | 2011–2012                | Czornomoreć Odessa                          |                                        |
| Jakub Tosik              | 2012–2013                | Karpaty Lwów                                |                                        |
| Łukasz Teodorczyk        | 2014–2017                | Dynamo Kijów                                | (reprezentant Polski)                  |
| Tomasz Kędziora          | 2017–2024                | Dynamo Kijów                                | (reprezentant Polski)                  |

Taras Romanczuk i Leonid Otczenaszenko mieli obywatelstwo ukraińskie, a później zmienili na polskie i grali w Ekstraklasie (Otczenaszenko jako rezerwowy bramkarz).

## Inne
- Puchar Ukrainy w piłce nożnej mężczyzn
- Persza liha ukraińska w piłce nożnej mężczyzn (D2)
- Druha liha ukraińska w piłce nożnej mężczyzn (D3)